# スベトラーナ・ロマシナ
スベトラーナ・アレクセーエヴナ・ロマシナ（Svetlana Alekseyevna Romashina、ロシア語: Светлана Алексеевна Ромашина、 1989年9月21日 - ）はロシア・モスクワ出身の女子アーティスティックスイミング選手。
10年以上にわたってナタリア・イーシェンコとデュエットのペアを組み2016年までにオリンピックで5個、世界水泳選手権で18個、ヨーロッパ水泳選手権で10個の金メダルを獲得している。